# Vilayet di Mossul
Il vilayet di Mosul (in turco Vilâyet-i Musul), fu un vilayet dell'Impero ottomano, nell'area dell'attuale Mosul.

## Geografia antropica

### Suddivisioni amministrative
I sanjak del vilayet dell'Mosul XIX secolo erano:
1. sanjak di Mosul
2. sanjak di Kerkük (Sehr-i-Zor)
3. sanjak di Sulaymaniyah